# Margarita Lozano
Pour les articles homonymes, voir Lozano.
Margarita Lozano est une actrice espagnole née à Tétouan (Maroc, alors sous Protectorat espagnol) le 14 février 1931 et morte le 7 février 2022 à Lorca (Espagne),.

## Biographie
Margarita Lozano débute en 1953 au cinéma, où elle apparaît surtout dans des films espagnols et italiens. Elle participe aussi, pour la télévision, à quelques séries et téléfilms.
Elle joue également au théâtre, se produisant notamment à Madrid et en tournée de 2005 à 2007, dans La Maison de Bernarda Alba (La casa de Bernarda Alba), pièce de Federico García Lorca.
En 2018, le ministère de la culture espagnol lui décerne la médaille d'or du mérite des beaux-arts.

## Filmographie partielle
- 1953 : Hermano menor de Domingo Viladomat
- 1954 : Alta costura de Luis Marquina
- 1957 : Rapsodia de sangre d'Antonio Isasi-Isasmendi
- 1959 : Les Révoltés d'Alcantarra (Diego Corrientes) d'Antonio Isasi-Isasmendi
- 1961 : Viridiana de Luis Buñuel
- 1962 : Noche de verano de Jorge Grau
- 1963 : El sol en el espejo d'Antonio Román
- 1964 : Pour une poignée de dollars (Per un pugno di dollari) de Sergio Leone
- 1967 : Desqués del gran robo de Miguel Iglesias
- 1968 : Quinze Potences pour un salopard (Quindici forche per un assassino) de Nunzio Malasomma : Maddalena Cook
- 1968 : Journal d'une schizophrène (Diario di una schizofrenica) de Nelo Risi
- 1969 : Porcherie (Porcile) de Pier Paolo Pasolini
- 1969 : Ce merveilleux automne (Un bellissimo novembre) de Mauro Bolognini
- 1971 : La vacanza de Tinto Brass
- 1973 : Un día en la vida de Raul Lopez Herrera
- 1982 : La Nuit de San Lorenzo (La notte di San Lorenzo) de Paolo et Vittorio Taviani
- 1984 : Kaos, contes siciliens (Kaos) de Paolo et Vittorio Taviani
- 1985 : La messe est finie (La messa è finita) de Nanni Moretti
- 1986 : Jean de Florette de Claude Berri
- 1986 : Manon des sources de Claude Berri
- 1986 : L'Autre moitié du ciel (La mitad del cielo) de Manuel Gutiérrez Aragón
- 1986 : L'Affaire Aldo Moro (Il caso Moro) de Giuseppe Ferrara
- 1987 : Good Morning Babilonia de Paolo et Vittorio Taviani
- 1990 : Le Soleil même la nuit (Il sole anche di notte) de Paolo et Vittorio Taviani
- 1991 : Mima de Philomène Esposito
- 1992 : El infierno prometido de Juan Manuel Chumilla
- 1994 : Les Yeux fermés (Con gli occhi chiusi) de Francesca Archibugi
- 2002 : Octavia de Basilio Martín Patino
- 2006 : Napoléon (et moi) (N - Io e Napoleone) de Paolo Virzì